# هارون الحمال
هارون الحمال إمام حافظ وأحد رواة الحديث النبوي، اسمه أبو موسى هارون بن عبد الله بن مروان البغدادي البزاز المعروف بالحمال، قال الدارقطني: «قال الشيخ وهو الحمال وإنما سمي حمالا لأنه حمل رجلا في طريق مكة على ظهره فانقطع به فيما يقال». ولد عام 171 هـ.

## رواية الحديث
سمع الحديث من: سفيان بن عيينة، ومحمد بن حرب الخولاني، وحرمي بن عمارة، وأبا أسامة، والحسين بن علي الجعفي، ومعن بن عيسى، وابن أبي فديك، ويحيى بن آدم، ويزيد بن هارون، وروح بن عبادة، وحماد بن مسعدة، ومصعب بن المقدام، ووهب بن جرير، وأبا داود الحفري، وأبا داود الطيالسي، ثم عن عفان وأبي الوليد، وسليمان بن حرب، وسليمان بن داود الهاشمي، وعثمان بن عمر العبدي.
وعنه حدث الجماعة سوى البخاري، وابنه موسى بن هارون، وأبو زرعة، وأبو حاتم، وإبراهيم الحربي، وابن أبي الدنيا، وبقي بن مخلد، وزكريا خياط السنة، وأبو القاسم البغوي، ويحيى بن صاعد، وإبراهيم بن موسى الخوزي.

## الجرح والتعديل
- قال المروذي: «سألت أبا عبد الله أكتب عن هارون الحمال قال: إي والله».
- قال أبو حاتم: «صدوق».
- قال النسائي وغيره: «ثقة».
- قال إبراهيم الحربي: «لو كان الكذب حلالا تركه هارون الحمال تنزها».

## وفاته
قال ابن أبي عاصم ومطين وعلي الغضائري: مات سنة 243 هـ.